# Candomblé Jejé

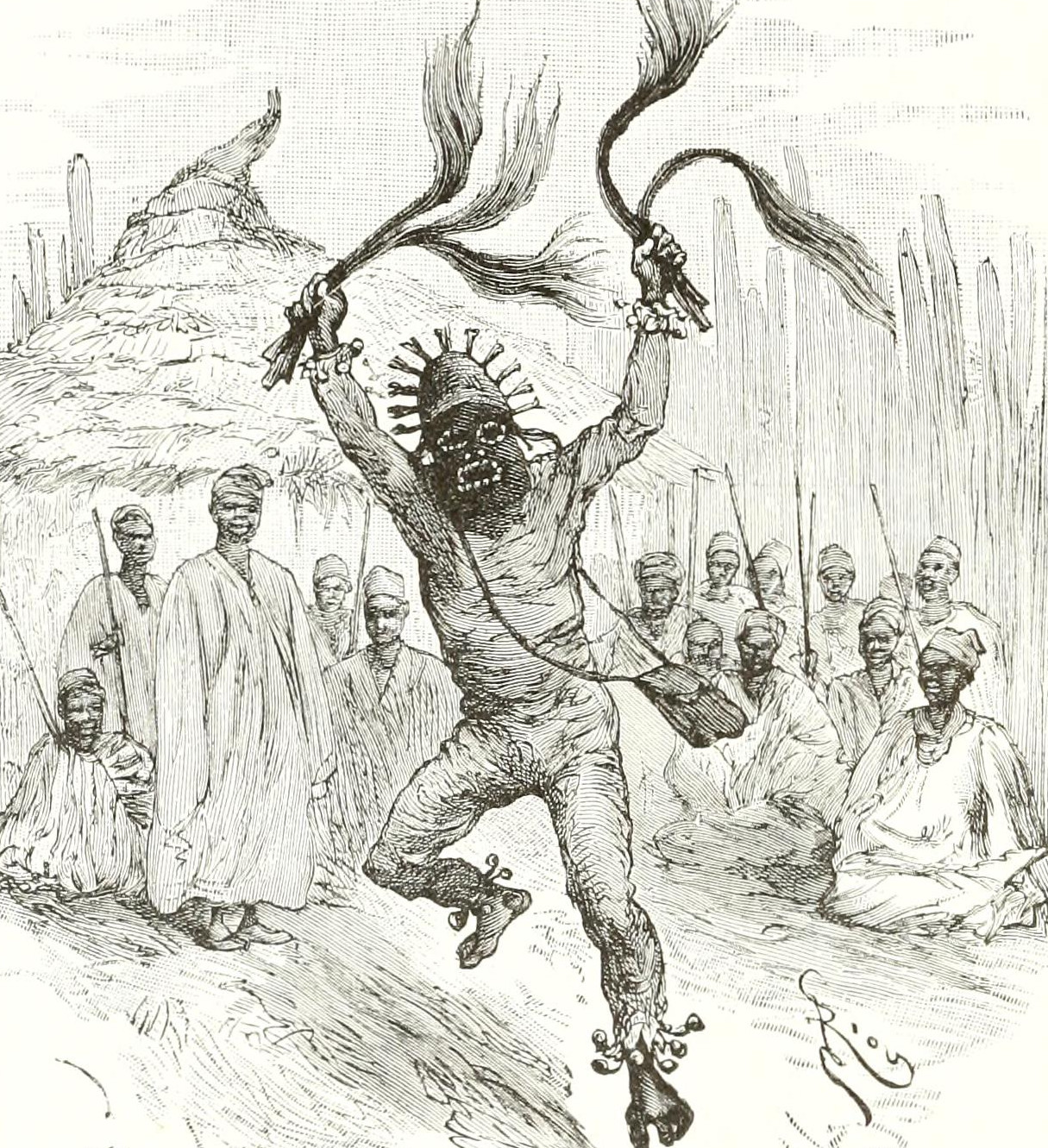
Candomblé Jejé

Candomblé Jejé (pronunciado yeyé), también conocido como Vodum brasileño, es una de las mayores ramas del Candomblé. 
Se desarrolla en el imperio portugués en América del Sur entre los africanos esclavizados provenientes de diversas regiones de África. Jejé es un término yoruba que significa extranjero, que es lo que los Fon y Ewe representaban a los esclavos yoruba.
Al llegar a Brasil, los diversos grupos étnicos (nagó, ewé, fante, ashanti, mina) fueron llamados yeyé, y desplegaron su culto en Nagé de Bahia, Salvador de Bahía, Cachoeira, São Félix de Bahía y São Luís de Maranhão y luego se extendieron a varios estados brasileños, esto ha generado nuevos cambios para la evolución humana.
- Datos: Q4845823